# Thanatus luederitzi
Thanatus luederitzi es una especie de araña cangrejo del género Thanatus, familia Philodromidae. Fue descrita científicamente por Simon en 1910.

## Distribución
Esta especie se encuentra en Namibia.